# 大连工业大学

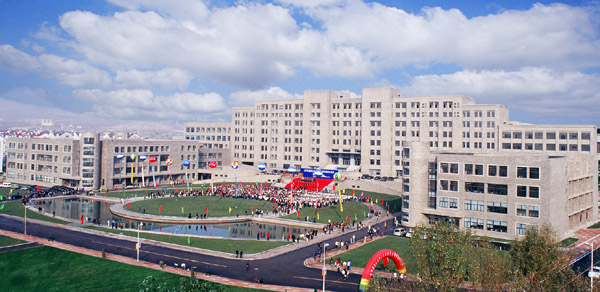
大连工业大学

大连工业大学位于辽宁省大连市，学校创建于1958年，原名大连轻工业学院，而隶属于中华人民共和国轻工业部；是中国东北地区唯一一所以轻工业、纺织为特色的高等学校。1998年转制为以辽宁省为主，中央与地方共建的管理体制。2007年3月，大连轻工业学院更名为大连工业大学。
截止2014年7月，学校总占地面积1064亩，总建筑面积48万平方米，图书馆有纸质藏书59.2万册；截至2021年5月，学校设有15个学院（部），49个普通本科专业；有3个博士学位授权一级学科，2个博士后科研流动站，14个硕士学位授权一级学科，8个硕士专业学位授权类别；有专任教师850余人，有在校全日制本科学生13000余人、研究生3000余人。  

## 学校历史
- 沈阳轻工业学院

辽宁省沈阳市政府决定成立沈阳轻工业学院，1958年7月22日开始筹建，1958年10月24日正式成立，当时，设有纺织、印染、人造纤维、化工、酿造等五个本科专业。
1958年12月，辽宁省委决定停办全国总工会干部学校，并入沈阳轻工业学院。
1959年春，学院转隶属于辽宁省轻工业厅。1961年10月，营口海水化工专科学校并入沈阳轻工业学院，称营口分院。
1962年8月，辽宁纺织专科学校停办，学生和部分教师并入沈阳轻工业学院。
文革时期，辽宁省先后撤消65所院校，由于沈阳轻工业学院特色鲜明，培养的人才为社会所急需，成为被保留的25所院校之一。
1970月1月——1970年12月，沈阳轻工业学院搬迁到宽甸县，1970年，由省市革委会领导，以旅大为主。
- 大连轻工业学院

1970年12月，大连轻工业学校并入，更名为大连轻工业学院。
1973年2月起，由辽宁省第一轻工业局领导。1978年8月，由轻工业部和辽宁省双重领导，以轻工业部为主。
1998年由轻工业部划归辽宁省管理。1999年10月25日，辽宁纺织工业学校、辽宁纺织工业学校中日服装艺术分校并入大连轻工业学院。
- 大连工业大学

2007年3月16日，更名为大连工业大学。
2017年1月，大连工业大学入选辽宁省“国内高水平大学重点建设高校”。
2021年6月23日，加入中国-乌克兰大学联盟。

## 办学规模

### 师资力量
据学校2020年1月官网显示，学校现有专任教师840余人，其中中国工程院院士1人，教授、副教授400余人，博士生、硕士生导师430余人。有享受国务院政府特殊津贴专家27人，入选国家“百千万人才工程”并授予"国家有突出贡献中青年专家"1人，教育部新世纪优秀人才2人，辽宁省高校“攀登学者”2人，辽宁省领军人才1人，辽宁省优秀专家6人，辽宁省特聘教授14人，辽宁省“兴辽英才计划”青年拔尖人才3人，辽宁省普通高等学校专业带头人5人，辽宁省教学名师13人，辽宁省“十百千高端人才引进工程”百人层次1人，辽宁省“百千万人才工程”百人层次23人。
- 中国工程院院士：朱蓓薇（专职）
- 国家级教学团队（1个）：服装设计与工程教学团队
- 省级教学团队（5个）：艺术设计生态教学团队（2007）、服装设计与工程教学团队、无机材料教学团队（2008）、工程图学教学团队、轻化工程工艺教学团队（2009）

大连工业大学优秀教师人才一览表
| 层次                                | 名单   | 名单   | 名单   | 名单   | 名单   |
| ----------------------------------- | ------ | ------ | ------ | ------ | ------ |
| 中国工程院院士                      | 朱蓓薇 | -      | -      | -      | -      |
| 享受国务院政府特殊津贴人员          | 葛继平 | 邹积岩 | 金凤燮 | 朱蓓薇 | 周景辉 |
| 享受国务院政府特殊津贴人员          | 郑来久 | 李宪臻 | 王际辉 | 侯红漫 | 朱靖博 |
| 享受国务院政府特殊津贴人员          | 田晶   | -      | -      | -      | -      |
| 辽宁省高等学校攀登学者              | 朱蓓薇 | 金凤燮 | -      | -      | -      |
| 辽宁省领军人才                      | 朱蓓薇 | -      | -      | -      | -      |
| 辽宁省优秀专家                      | 王际辉 | 金凤燮 | -      | -      | -      |
| 辽宁特聘教授                        | 任文东 | 王际辉 | 李宪臻 | 侯红漫 | -      |
| 辽宁省普通高等学校专业带头人        | 王智森 | 任文东 | 朱蓓薇 | 张春枝 | 钱晓农 |
| 辽宁省高等学校教学名师              | 马丽敏 | 任文东 | 任戬   | 牟光庆 | 胡志强 |
| 辽宁省高等学校教学名师              | 钱晓农 | 翟 滨  | 潘力   | 张凤海 | -      |
| 辽宁省“百千万人才工程” 百人层次人选 | 马红超 | 王际辉 | 王德权 | 田 晶  | 孙黎明 |
| 辽宁省“百千万人才工程” 百人层次人选 | 安庆大 | 朱蓓薇 | 朱靖博 | 牟光庆 | 张 彧  |
| 辽宁省“百千万人才工程” 百人层次人选 | 张春枝 | 李宪臻 | 鱼红闪 | 侯红漫 | 董晓丽 |
| 辽宁省“百千万人才工程” 百人层次人选 | 周大勇 | 张建军 | -      | -      | -      |
| 辽宁省“百千万人才工程” 千人层次人选 | 丁玮   | 马红超 | 王勇   | 叶淑红 | 任文东 |
| 辽宁省“百千万人才工程” 千人层次人选 | 刘敬肖 | 安庆大 | 朱蓓薇 | 朱靖博 | 牟光庆 |
| 辽宁省“百千万人才工程” 千人层次人选 | 张宗申 | 张彧   | 杨华   | 林海   | 鱼红闪 |
| 辽宁省“百千万人才工程” 千人层次人选 | 董秀萍 | 鲁杰   | 庞桂兵 | 石海强 | 曾慧   |
| 辽宁省普通高校优秀青年骨干教师      | 丁玮   | 田晶   | 任文东 | 刘敬肖 | 孙玉梅 |
| 辽宁省普通高校优秀青年骨干教师      | 安庆大 | 张凤荣 | 张宗申 | 张彧   | 张春枝 |
| 辽宁省普通高校优秀青年骨干教师      | 杨滟君 | 岳 琴  | 鱼红闪 | 倪春艳 | 夏 英  |
| 辽宁省普通高校优秀青年骨干教师      | 耿 娟  | 钱 方  | 曹亚峰 | 焦利勇 | 程金石 |
| 享受大连市政府特殊津贴人员          | 王德权 | 任文东 | 任戬   | 安庆大 | 朱蓓薇 |
| 享受大连市政府特殊津贴人员          | 张春枝 | 李宪臻 | 周景辉 | 钱晓农 | -      |
| 大连市领军人才                      | 王际辉 | 任文东 | 朱蓓薇 | 李宪臻 | 安庆大 |
| 大连市领军人才                      | 田晶   | -      | -      | -      | -      |
| 大连市有突出贡献专家                | 朱蓓薇 | 李宪臻 | -      | -      | -      |
| 大连市优秀专家                      | 王际辉 | 田晶   | 任文东 | 任戬   | 朱蓓薇 |
| 大连市优秀专家                      | 张春枝 | 李宪臻 | 周景辉 | 郑来久 | 侯红漫 |
| 大连市优秀专家                      | 潘力   | 王秀山 | 安庆大 | 叶淑红 | 朱靖博 |
| 大连市优秀专家                      | 钱晓农 | 董晓丽 | 牟光庆 | 王智森 | -      |
| 大连市领军后备人才                  | 王晓   | 叶淑红 | 周大勇 | 庞桂兵 | 黄磊昌 |

### 教学建设
- 质量工程

国家级特色专业建设点（4个）：服装设计与工程专业、食品科学与工程、环境设计、产品设计
国家级“本科教学工程”地方高校第一批本科专业综合改革试点专业（1个）：服装设计与工程
教育部“卓越计划”试点专业（6个）：材料成型及控制工程、生物工程、高分子材料与工程、光源与照明、包装工程、食品科学与工程 
辽宁省特色专业（7个）：生物工程、轻化工程、纺织工程、艺术设计、服装设计、材料科学与工程、食品科学与工程
辽宁省工程人才培养模式改革试点专业（5个）：包装工程、纺织工程、高分子材料与工程等
辽宁省综合改革试点专业（3个）：轻化工程、视觉传达设计等
省级示范专业（6个）：食品科学与工程、服装设计与工程、艺术设计、计算机多媒体技术、服装工艺技术、电脑艺术设计
国家级工程实践教育中心（3个）：食品学院与北京三元食品股份有限公司、纺织与材料工程学院与大连合成纤维研究设计院股份有限公司、生物工程学院与华润雪花啤酒（中国）股份有限公司联合申报
国家级实验教学示范中心（1个）：服装设计与工程实验教学中心
国家人才培养模式创新实验区（1个）：国家级艺术设计生态教学体系人才培养模式创新实验区
省级实验教学示范中心（6个）：服装设计与工程实验教学中心、无机材料实验教学中心、电工电子省级实验教学示范中心、计算机技术实验教学中心、轻工技术与环境保护实验教学中心、艺术设计实验教学中心
辽宁省大学生实践教育基地（5个）：大连工业大学-大连合成纤维研究设计院工程实践教育中心、大连工业大学-义乌市创意园文科实践教育基地等
国家级精品课程：计算方法（2009）
省级精品课程：创业训练、经济学、高等有机化学、无机与分析化学、有机化学、有机化学实验、工程图学、工程制图、机械设计基础、无机材料物理化学（无机材料科学基础）、计算机控制技术、模拟电路、大学计算机基础、织物结构学、针织服装设计学、包装材料学、有机化学实验、服装立体设计、设计原理、形态构成、形态认知、服装表演学等
“十二五”普通高等教育本科国家级规划教材：《制浆造纸污染控制》、《形态认知系列教材》
- 教学成果

2021年获得高等学校科学研究优秀成果奖技术发明奖一等奖。

### 院系设置
截至2021年5月，学校设有15个学院（部），49个普通本科专业、3个中外合作办学本科专业、3个全英文授课本科专业（来华留学）。
2022年2月，学校新增日语专业、功能材料专业、食品营养与健康专业、生物制药专业、跨境电子商务专业、生物质能源与材料专业。
| 序号 | 专业                | 专业类           | 学位 授予门类 | 单位                 |
| ---- | ------------------- | ---------------- | ------------- | -------------------- |
| 1    | 轻化工程            | 轻工类           | 工学          | 轻工与化学工程学院   |
| 2    | 化学工程与工艺      | 化工与制药类     | 工学          | 轻工与化学工程学院   |
| 3    | 环境工程            | 环境科学与工程类 | 工学          | 轻工与化学工程学院   |
| 4    | 应用化学            | 化学类           | 工学          | 轻工与化学工程学院   |
| 5    | 包装工程            | 轻工类           | 工学          | 轻工与化学工程学院   |
| 6    | 化妆品技术与工程    | 轻工类           | 工学          | 轻工与化学工程学院   |
| 7    | 生物工程            | 生物工程类       | 工学          | 生物工程学院         |
| 8    | 生物技术            | 生物科学类       | 理学          | 生物工程学院         |
| 9    | 葡萄与葡萄酒工程    | 食品科学与工程类 | 工学          | 生物工程学院         |
| 10   | 食品科学与工程      | 食品科学与工程类 | 工学          | 食品学院             |
| 11   | 食品质量与安全      | 食品科学与工程类 | 工学          | 食品学院             |
| 12   | 海洋资源开发技术    | 海洋工程类       | 工学          | 食品学院             |
| 13   | 纺织工程            | 纺织类           | 工学          | 纺织与材料工程学院   |
| 14   | 高分子材料与工程    | 材料类           | 工学          | 纺织与材料工程学院   |
| 15   | 无机非金属材料工程  | 材料类           | 工学          | 纺织与材料工程学院   |
| 16   | 机械工程            | 机械类           | 工学          | 机械工程与自动化学院 |
| 17   | 工业工程            | 工业工程类       | 工学          | 机械工程与自动化学院 |
| 18   | 机械电子工程        | 机械类           | 工学          | 机械工程与自动化学院 |
| 19   | 材料成型及控制工程  | 机械类           | 工学          | 机械工程与自动化学院 |
| 20   | 智能制造工程        | 机械类           | 工学          | 机械工程与自动化学院 |
| 21   | 计算机科学与技术    | 计算机类         | 工学          | 信息科学与工程学院   |
| 22   | 网络工程            | 计算机类         | 工学          | 信息科学与工程学院   |
| 23   | 自动化              | 自动化类         | 工学          | 信息科学与工程学院   |
| 24   | 电子信息工程        | 电气信息类       | 工学          | 信息科学与工程学院   |
| 25   | 通信工程            | 电气信息类       | 工学          | 信息科学与工程学院   |
| 26   | 光源与照明          | 电气类           | 工学          | 信息科学与工程学院   |
| 27   | 产品设计            | 设计学类         | 艺术学        | 艺术设计学院         |
| 28   | 雕塑*               | 美术学类         | 艺术学        | 艺术设计学院         |
| 29   | 数字媒体艺术*       | 设计学类         | 艺术学        | 艺术设计学院         |
| 30   | 美术学              | 美术学类         | 艺术学        | 艺术设计学院         |
| 31   | 视觉传达设计        | 设计学类         | 艺术学        | 艺术设计学院         |
| 32   | 环境设计            | 设计学类         | 艺术学        | 艺术设计学院         |
| 33   | 风景园林            | 建筑类           | 工学          | 艺术设计学院         |
| 34   | 艺术与科技          | 设计学类         | 艺术学        | 艺术设计学院         |
| 35   | 数字媒体技术        | 计算机类         | 工学          | 艺术设计学院         |
| 36   | 服装与服饰设计      | 设计学类         | 艺术学        | 服装学院             |
| 37   | 服装设计与工程      | 纺织类           | 工学          | 服装学院             |
| 38   | 摄影*               | 美术学类         | 艺术学        | 服装学院             |
| 39   | 表演                | 戏剧与影视学类   | 艺术学        | 服装学院             |
| 40   | 工商管理            | 工商管理类       | 管理学        | 管理学院             |
| 41   | 信息管理与信息系统* | 管理科学与工程类 | 管理学        | 管理学院             |
| 42   | 人力资源管理        | 工商管理类       | 管理学        | 管理学院             |
| 43   | 物流管理            | 物流管理与工程类 | 管理学        | 管理学院             |
| 44   | 国际经济与贸易*     | 经济与贸易类     | 经济学        | 管理学院             |
| 45   | 大数据管理与应用    | 管理科学与工程类 | 管理学        | 管理学院             |
| 46   | 英语                | 外国语言文学类   | 文学          | 外国语学院           |
| 47   | 日语                | 外国语言文学类   | 文学          | 外国语学院           |
| 48   | 汉语国际教育*       | 中国语言文学类   | 文学          | 外国语学院           |
| 49   | 翻译                | 外国语言文学类   | 文学          | 外国语学院           |

### 学科建设
截止2020年6月，学校有3个博士学位授权一级学科，2个博士后科研流动站，14个硕士学位授权一级学科，8个硕士专业学位授权类别； 9个工程硕士招生领域、1个艺术硕士、1个农业推广硕士专业学位授权点。
博士学位授权一级学科（3个）：食品科学与工程、轻工技术与工程、纺织科学与工程
博士后科研流动站（2个）：食品科学与工程、轻工技术与工程
硕士学位授权一级学科（13个）：生物学、机械工程 、光学工程 、材料科学与工程 、控制科学与工程、化学工程与技术、环境科学与工程 、食品科学与工程、工商管理、美术学、艺术学、设计学
工程硕士（9个）：机械工程、光学工程、材料工程、化学工程、纺织工程、轻工技术与工程、环境工程、食品工程、生物工程
省级重点学科（5个）：发酵工程、纺织工程、制浆造纸工程、食品科学、设计艺术学
辽宁省高校一流特色学科（3个）：食品科学与工程、轻工技术与工程、纺织科学与工程
辽宁省高校一流特色培育学科项目（1个）：设计学

### 合作交流
大连工业大学与美国爱荷华州立大学、法国北加莱公立高等美术学院、日本立命馆大学、日本北陆先端科技大学院大学等大学开展校际交流本科生“2+2”项目、本科生“3+1”项目、研究生“2+1”项目、研究生“1+1+1”项目、本硕连读项目、短期互换生项目、国家公派留学等项目。
2022年，学校获批并开展教育部国际产学研用合作联合培养研究生项目。

## 学术研究
- 国家级研究平台

| 级别   | 名称                                                         | 批准部门       | 批准时间 |
| ------ | ------------------------------------------------------------ | -------------- | -------- |
| 国家级 | 国家海洋食品工程技术研究中心                                 | 科学技术部     | 2013.04  |
| 部级   | 海洋食品教育部工程研究中心                                   | 教育部         | 2009.07  |
| 部级   | 农产品加工技术研发贝类专业分中心                             | 农业部         | 2009.11  |
| 部级   | 海珍品精深加工国际科技合作基地                               | 科学技术部     | 2010.08  |
| 部级   | 国家技术转移示范机构大连工业大学食品工程技术转移中心         | 科学技术部     | 2011.06  |
| 部级   | 国家中小企业公共服务示范平台大连工业大学食品工程技术转移中心 | 工业和信息化部 | 2012.10  |

- 省级科研平台

辽宁省重点实验室
| 级别 | 名称                               | 批准部门     | 批准时间 |
| ---- | ---------------------------------- | ------------ | -------- |
| 省级 | 辽宁省发酵工程重点实验室           | 辽宁省科技厅 | 2006.10  |
| 省级 | 辽宁省海洋食品科学与技术重点实验室 | 辽宁省科技厅 | 2008.12  |
| 省级 | 辽宁省食品生物技术重点实验室       | 辽宁省科技厅 | 2009.11  |
| 省级 | 辽宁省数字化服装工程重点实验室     | 辽宁省科技厅 | 2009.11  |
| 省级 | 辽宁省清洁化纺织重点实验室         | 辽宁省科技厅 | 2010.08  |

辽宁省高校重点实验室
| 级别 | 名称                       | 批准部门     | 批准时间 |
| ---- | -------------------------- | ------------ | -------- |
| 省级 | 发酵工程实验室             | 辽宁省教育厅 | 2004.03  |
| 省级 | 制浆造纸工程实验室         | 辽宁省教育厅 | 2004.12  |
| 省级 | 纺织工程重点实验室         | 辽宁省教育厅 | 2007.08  |
| 省级 | 新材料与材料改性重点实验室 | 辽宁省教育厅 | 2007.08  |

辽宁省工程技术研究中心
| 级别 | 名称                                                | 批准部门         | 批准时间 |
| ---- | --------------------------------------------------- | ---------------- | -------- |
| 省级 | 海洋食品和农产品加工工程研究中心 （辽宁省重大平台） | 辽宁省教育厅     | 2011.12  |
| 省级 | 食品工程技术研究中心                                | 辽宁省科技厅     | 2004.12  |
| 省级 | 辽宁省水产品深加工工程技术研究中心                  | 辽宁省科技厅     | 2005.03  |
| 省级 | 辽宁省纺织行业技术开发中心                          | 辽宁省经济委员会 | 2008.03  |
| 省级 | 辽宁省发酵工业产品工程技术研究中心                  | 辽宁省科技厅     | 2009.06  |
| 省级 | 辽宁省纺织清洁化工工程技术研究中心                  | 辽宁省科技厅     | 2010.08  |
| 省级 | 辽宁省废弃物资源化利用工程技术研究中心              | 辽宁省科技厅     | 2011.08  |
| 省级 | 辽宁省功能纤维及其复合材料工程技术研究中心          | 辽宁省科技厅     | 2012.06  |
| 省级 | 辽宁省海洋食品工程研究中心                          | 辽宁省发改委     | 2012.10  |
| 省级 | 辽宁省海洋食品机械装备与配套技术工程研究中心        | 辽宁省教育厅     | 2012.10  |

- 大连市科研平台

| 级别 | 名 称                                      | 批准部门                      | 批准时间 |
| ---- | ------------------------------------------ | ----------------------------- | -------- |
| 市级 | 大连市农（水）产品深加工工程技术研发中心   | 大连市科技局                  | 2003.06  |
| 市级 | 大连市天然活性物质生物转化工程技术研究中心 | 大连市科技局                  | 2004.06  |
| 市级 | 大连市海洋贝类多糖工程实验室               | 大连市发改委                  | 2008.11  |
| 市级 | 大连市食品技术公共服务平台                 | 大连市中小企业局 大连市经信委 | 2009.01  |
| 市级 | 大连工业大学创新创业研究中心               | 大连市社会科学院              | 2009.06  |
| 市级 | 大连工业大学食品工程技术转移中心           | 大连市科技局                  | 2009.10  |
| 市级 | 太阳能光伏技术创新平台与公共测试平台       | 大连市经信委                  | 2010.12  |
| 市级 | 大连市半导体照明应用工程实验室             | 大连市发改委                  | 2010.12  |
| 市级 | 大连市生物催化工程实验室                   | 大连市发改委                  | 2013.12  |
| 市级 | 大连市植物资源高值化应用与开发重点实验室   | 大连市科技局                  | 2014.06  |
| 市级 | 大连市数控高难加工刀具工程技术研究中心     | 大连市科技局                  | 2014.06  |

### 学术资源
- 馆藏资源

截至截止到2020年底，馆藏总量近90万册。购进20余个中外文数据库，电子图书158万多种，并自建了本校特色数据库。
- 学术期刊

学校主办《大连工业大学学报》。

## 学校文化[9]

### 校训
博学精思，笃行致新
　　“博学精思”，意即做学问者要博采众长，集思广益，缜密思考，精益求精。
　　“博学”，最早见于《论语》：“ 君子博学于文，约之以礼，亦可以弗畔矣夫!”意思是说，君子要掌握广博知识，并用礼规范自己的言行，方能不悖做人之道。其后，《礼记》又云：“博学之，审问之，慎思之，明辨之，笃行之。”意谓善学之人，广学博识、审时度势、慎终追远、明辨是非、笃行不悖。博学，就能“海纳百川，有容乃大”。读书治学，必须广泛的猎取，打好牢固基础，方可循序渐进，拾级而上，最后达到光辉的顶点。博，还意味着博大和宽容，惟有博大宽容才能兼容并包，具有开放胸襟和世界眼光。
　　“精思”，就要一丝不苟，就要刨根问底，就要穷追不舍。常言道：“思不断者必出新。”《论语》上说：“学而不思则罔，思而不学则殆。”学是思的基础，思是学的深化。所以要善于思考，从人类知识宝库中取其精华，去其糟粕，判美析理，求真弃假。
　　“笃行致新”，意即学以致用，勇于实践，不断创新，努力达到最好。
　　“笃行”，孔子曰：“博学而笃志，切问而近思，仁在其中矣”。笃，为诚笃、忠实，有忠贞不渝、踏踏实实、坚持不懈的良好品行之意。人生天地之间，做诚实、守信、忠厚之人，是最重要的事情。笃行就是要身体力行,择善而行，踏实前行。笃行就是强调实践，做到言行一致，知行合一。
　　“致新”，致者，达到也。新者，更新，创新。致新的意思就是追求、达到更新、更高的境界。要创新，就要“扬弃”——扬优良传统，弃陈规陋习，科学发展，与时俱进。致新是笃行的升华，是博学精思付诸于实践的最高境界。在选择中继承，在继承中创新，在创新中发展，在发展中追求卓越。
　　“博学精思，笃行致新”，前一句强调如何学习、如何思考，后一句强调如何做人，如何实践。用“博学精思，笃行致新”作为新时期的校训，有利于铸就独具特色的学术思想和流传百世的大学精神，也是我校“以人为本、强化内涵、彰显特色、开拓致新”办学理念的具体体现。

### 校风
明德 励志 守正 求实
　　
　　明德：语出《大学》：“大学之道，在明明德，在亲民，在止于至善。”高等教育要落实“立德树人”根本任务，就要发挥好教育的引导作用，拂尘去蔽，涤净广大青年的内心，使其通过内修外练，继承和弘扬光明正大的品德，进而树立正确的世界观、价值观、人生观，成为中国特色社会主义合格建设者和可靠接班人。
　　励志：源于习近平总书记在北京大学师生座谈会上的讲话中对广大青年提出的要求，即“要励志，立鸿鹄志，做奋斗者”。党的十九大报告指出，青年一代有理想、有本领、有担当，国家就有前途，民族就有希望。以“励志”为校风，旨在倡导广大青年学生坚定理想信念，树立远大志向，培养奋斗精神，努力在实现中国梦的生动实践中放飞青春梦想。
　　守正：出自成语“守正出奇”，即恪守正道，具体为：守学问之正，继承前人成果，养成严谨的学风；守处世之正，为人处世当诚实平和，严以律己，宽以待人；守行事之正，严谨行事，一丝不苟。
　　求实：源于对学校脚踏实地办学历史传统的凝练，旨在倡导遵循与探究事物发展规律的“求真务实”态度和踏踏实实严谨务实的作风。
　　“明德”“励志”侧重精神层面，“守正”“求实”侧重实践层面，组合在一起成为知行合一的价值观导向。

### 校徽
学校校徽外轮廓为圆形，颜色为蓝色，包含学校中英文全称及主体图形等主要元素，其中中文校名由郭沫若题词拼掇而成；主体图形以“ Dalian Polytechnic University ”的首字母“ D ”、“ P ”、“ U ”为构成元素；下方的阿拉伯数字“ 1958 ”为学校建校年代。

## 学校领导

### 现任领导（2022年）[10]
| 职 务              | 姓 名  | 主管工作 | 联系点                                                       |
| ------------------ | ------ | --- | ------------------------------------------------------------ |
| 党委书记           | 苑晓杰 | 主持学校党委全面工作。分管马克思主义学院、离退休工作处。 | 食品学院、食品交叉科学研究院                                 |
| 党委副书记、 校 长 | 李长吾 | 主持学校行政全面工作。分管党政办公室（法律事务室、档案馆）、审计处。 | 轻工与化学工程学院、生物工程学院                             |
| 党委副书记         | 冯玉竑 | 负责学校组织、宣传、统战、工会、思想政治教育、学生、共青团、后勤保障、维稳工作。分管组织部（党校办公室）、宣传部（新闻中心）、统战部、工会、招生就业处、学生工作部（处）（武装部、心理健康教育与咨询中心）、团委、后勤管理处。                   | 管理学院、外国语学院、艺术与信息工程学院                     |
| 副 校 长           | 安庆大 | 负责学校研究生教育、学科建设、财务、外事、留学生教育、网络信息化工作、实验仪器、图书馆工作。分管研究生学院（学科建设办公室）、财务处、国际交流与合作处（港澳台事务办公室）、南安普顿国际学院、国际教育学院、信息技术中心、实验仪器中心、图书馆。 | 机械工程与自动化学院、信息科学与工程学院、教辅单位联合党总支 |
| 纪委书记           | 李 江  | 负责学校纪委、纪检监察巡察工作。分管综合监察室、审查调查室。 | 机关党总支                                                   |
| 副 校 长           | 杜 明  | 负责学校本科教学、科研与产业、校企联盟、校友会、工程实践与创新创业教育及学报工作。分管教务处、科学技术处（科技产业办公室）、学报编辑部、校企联盟办公室（校友总会）、工程训练中心（创新与创业教育中心）、教育教学评估处（高教研究所）。           | 纺织与材料工程学院、体育教学部、基础教学部                   |
| 副 校 长           | 那广利 | 负责北校区建设、基建、物资设备、安全生产、人事人才、安全保卫、继续教育工作。分管基建处、国有资产管理处（招标中心）、人事处（党委教师工作部、高端人才队伍建设办公室）、保卫处、继续教育学院。                                                     | 艺术设计学院、服装学院                                       |

### 历任领导[11]

#### 历任校党委书记
| 学校名称及起讫年月             | 姓名                       | 职务     | 任期            |
| ------------------------------ | -------------------------- | -------- | --------------- |
| 沈阳轻工业学院 1958.07—1970.11 | 郝世伟                     | 党委书记 | 1959.03—1960.01 |
| 沈阳轻工业学院 1958.07—1970.11 | 许庄                       | 党委书记 | 1960.11—1962.08 |
| 沈阳轻工业学院 1958.07—1970.11 | 刘文藻 （副书记 主持工作） | 党委书记 | 1962.08—1963.05 |
| 沈阳轻工业学院 1958.07—1970.11 | 张廉明                     | 党委书记 | 1963.06—1973.03 |
| 大连轻工业学院 1970.11—2007.03 | 张廉明                     | 党委书记 | 1977.09—1983.11 |
| 大连轻工业学院 1970.11—2007.03 | 林群                       | 党委书记 | 1983.11—1989.02 |
| 大连轻工业学院 1970.11—2007.03 | 于才思                     | 党委书记 | 1989.02—2000.06 |
| 大连轻工业学院 1970.11—2007.03 | 林茂全                     | 党委书记 | 2000.06—2005.07 |
| 大连轻工业学院 1970.11—2007.03 | 张杰威                     | 党委书记 | 2005.04—2007.03 |
| 大连工业大学 2007.03—至今      | 张杰威                     | 党委书记 | 2007.03—2013.03 |
| 大连工业大学 2007.03—至今      | 葛继平                     | 党委书记 | 2013.08—2022.01 |
| 大连工业大学 2007.03—至今      | 苑晓杰                     | 党委书记 | 2022.09—至今    |

#### 历任校长
| 学校名称及起讫年月             | 姓名                       | 职务 | 任期            |
| ------------------------------ | -------------------------- | ---- | --------------- |
| 沈阳轻工业学院 1958.07—1970.11 | 郝世伟                     | 院长 | 1959.03—1960.01 |
| 沈阳轻工业学院 1958.07—1970.11 | 许庄                       | 院长 | 1960.11—1962.08 |
| 大连轻工业学院 1970.11—2007.03 | 许诏                       | 院长 | 1978—1982       |
| 大连轻工业学院 1970.11—2007.03 | 赵葆慧                     | 院长 | 1983.09—1989.01 |
| 大连轻工业学院 1970.11—2007.03 | 蔡英骥 （副院长 主持工作） | 院长 | 1989.01—1990.09 |
| 大连轻工业学院 1970.11—2007.03 | 肖正扬 （副院长 主持工作） | 院长 | 1990.09—1991.09 |
| 大连轻工业学院 1970.11—2007.03 | 肖正扬                     | 院长 | 1991.09—2001.08 |
| 大连轻工业学院 1970.11—2007.03 | 余加祐                     | 院长 | 2001.08—2007.03 |
| 大连工业大学 2007.03—至今      | 余加祐                     | 校长 | 2007.03—2010.08 |
| 大连工业大学 2007.03—至今      | 邹积岩                     | 校长 | 2010.08—2015.10 |
| 大连工业大学 2007.03—至今      | 李荣德                     | 校长 | 2015.10—2018.08 |
| 大连工业大学 2007.03—至今      | 芮小苗                     | 校长 | 2018.08—2021.08 |
| 大连工业大学 2007.03—至今      | 李长吾                     | 校长 | 2021.08—至今    |